# 山围镇
山围镇，是中华人民共和国广西壮族自治区玉林市北流市下辖的一个乡镇级行政单位。

## 行政区划
山围镇下辖以下地区：
铁炉村、李村、塘头村、山围村、都宫村、甘竹村和丰垌村。